# Ángel Ramírez de Cartagena y Marcaida
Ángel Ramírez de Cartagena y Marcaida (Algeciras, 24 de septiembre de 1901 - Málaga, 20 de agosto de 1977) fue un militar español que llegó a ser Teniente General en el Ejército español.

## Biografía

### Carrera militar
Ingresó con 17 años en la Academia de Infantería de Toledo en 1918.

#### Guerra de Marruecos
En 1921 sale como alférez del Arma de Infantería y es destinado al Regimiento Vergara n.º 57 prestando servicio en Melilla. En 1923 asciende a teniente y su destino es el Regimiento de Infantería Badajoz n.º 73, participando en la guerra del Rif. En 1926 lo destinan para realizar el curso de carros ligeros de combate. Terminado el curso en 1928, asciende a capitán  y sigue en el Regimiento de Infantería Badajoz n.º 73. Ya como capitán, en 1934 es destinado al Regimiento de Infantería n.º 10, al año siguiente, en 1935, es destinado al Batallón Cazadores Melilla n.º 3, y posteriormente en 1936 lo destinan al Batallón Cazadores Ceuta n.º 7.

#### Guerra civil
Se une al Ejército Nacional en la Guerra civil, siendo destinado al Batallón de Ametralladoras n.º 4. Poco después lo envían a la Bandera Sanjurjo, y al disolverse esta bandera es destinado a La Legión. El 25 de agosto de 1937, siendo capitán de Infantería del Segundo Tercio de La Legión en la campaña de Aragón resulta herido grave. Siendo capitán en la 15.ª Bandera de La Legión el día 23 de mayo de 1938, el Ejército Republicano inició una ofensiva en el frente de Sort (Lérida) y a Ramírez de Cartagena le tocó defender la posición Mogote de Piedras de Aolo. La ofensiva duró hasta el día 30 de mayo, cuando se retiraron las tropas republicanas sin poder tomar esa posición. Durante los días 22, 23 y 24 del mes de julio de 1938, aguantaron las embestidas del Ejército Republicano en la posición de Valadredo a pesar de estar herido, y por ello le concedieron la Medalla Militar. En 1938 lo ascienden a comandante y le dan el mando de la 17.ª Bandera, que combatía en Cataluña.

#### División Azul
Participó en la Segunda Guerra Mundial, donde se incorporó como comandante del III Batallón del Regimiento n.º 26 de la División Azul (Regimiento n.º 262).

#### Dictadura franquista
En 1943 asciende a teniente coronel por méritos de guerra, estuvo como ayudante de campo del Capitán General de la Primera Región Militar y en 1951 lo destinan a la Agrupación de Mehal-las. Siendo coronel, en 1952 lo destinan al mando del Tercio Duque de Alba II de La Legión, en Dar Riffien. Asciende a General de Brigada en 1957, y posteriormente ejerce el cargo de Subinspector de La Legión. En el año 1961 asciende a General de División de Infantería y se le nombra para el mando de la División Acorazada de Brunete n.º 1. Llega el ascenso a Teniente General en 1965 y su nuevo destino es ser Capitán General de la VIII Región Militar. Lo nombran Director General de la Guardia Civil desde enero de 1966 hasta septiembre de 1967, cuando cesa en el puesto.

### Condecoraciones
- 1938:  Medalla militar Individual[22]
- 1945:  Cruz de la Orden del Mérito Militar con distintivo blanco de primera clase.[23]
- 1955:  Cruz de la Orden del Mérito Militar con distintivo blanco de primera clase.[24]
- 1957:  Gran Cruz de la Real y Militar Orden de San Hermenegildo.[25]
- 1958:  Gran Cruz de la Orden del Mérito Militar con distintivo blanco.[26]

| Predecesor: Mariano Gómez-Zamalloa y Quirce | División Acorazada de Brunete N.º 1 8 de mayo de 1961 - 19 de febrero de 1965 | Sucesor: Alfonso Pérez-Viñeta y Lucio |

| Predecesor: Luis Zanón Aldalur | Director General de la Guardia Civil 14 de enero de 1966 - 21 de septiembre de 1967 | Sucesor: Antonio Cores Fernández de Cañete |